# سلامم را به برود استریت برسانید
سلامم را به برود استریت برسانید (انگلیسی: Give My Regards to Broad Street) یک فیلم موزیکال درام بریتانیایی است که در سال ۱۹۸۴ منتشر شد. با آنکه این فیلم با شکست سنگینی در گیشه و جلب نظر منتقدان مواجه شد، اما موسیقی متن آن فروش خوبی داشت.

## بازیگران
- پل مک‌کارتنی
- برایان براون
- رینگو استار
- باربارا باک
- لیندا مک کارتنی
- فیلیپ جکسون
- تریسی آلمن
- رالف ریچاردسون
- جرج مارتین
- جان بنت
- جان بورجس
- آنتونی بیت
- جان پل جونز
- جفری دنیل